# Tučepi
Tučepi (Italiaans: Tucepi, Tucepa of Laurento; Hongaars: Tucsepi) is een dorp en gemeente in de Kroatische provincie Split-Dalmatië. Het dorp ligt aan de Dalmatische Kust bekend als Makarska Riviera, Tučepi ligt 5 km ten zuidoosten van Makarska. Er wonen in totaal 1763 mensen (2001).

## Algemeen
Veel van de inwoners leven van de landbouw en het toerisme. De plaats heeft het langste stenen strand van de Makarska Riviera, pijnboombossen, olijfbouw, luxe hotels en sportfaciliteiten. Verder heeft het een jachthaven.

## Geschiedenis
De oorsprong gaat terug naar de oudheid. Stukken van oud keukengerei en gereedschap van de vroege Christelijke kerk (5e&6e eeuw) en grafstenen zijn hier op het kerkhof gevonden.
Steden (gradovi): Split · Hvar · Imotski · Kaštela · Komiža · Makarska · Omiš · Sinj · Solin · Stari Grad · Supetar · Trilj · Trogir · Vis · Vrgorac · Vrlika

Gemeenten (općine): Baška Voda · Bol · Brela · Cista Provo · Dicmo · Dugi Rat · Dugopolje · Gradac · Hrvace · Jelsa · Klis · Lećevica · Lokvičići · Lovreć · Marina · Milna · Muć · Nerežišća · Okrug · Otok · Podbablje · Podgora · Podstrana · Postira · Prgomet · Primorski Dolac · Proložac · Pučišća · Runovići · Seget · Selca · Sućuraj · Sutivan · Šestanovac · Šolta · Tučepi · Zadvarje · Zagvozd · Zmijavci